# D20モダン・ロールプレイング・ゲーム
d20モダン・ロールプレイング・ゲーム（d20 Modern Roleplaying Game　でぃーにじゅうもだんろーるぷれいんぐげーむ）は、アメリカのゲーム会社ウィザーズ・オブ・ザ・コースト社が製作した現代ファンタジー物のテーブルトークRPG（TRPG）。日本語版は2006年にホビージャパンより書籍版で発売されている。

## 概要
『現代世界を舞台にしたダンジョンズ&ドラゴンズ』をコンセプトに作られたゲームで、ゲームシステムにはダンジョンズ＆ドラゴンズ第3版/3.5版と共通しているd20システムが使われている。ゲーム製作もダンジョンズ＆ドラゴンズ第3版/3.5版と同じウィザーズ・オブ・ザ・コースト社によって行われており、多くのd20システム系ゲームの中でもダンジョンズ＆ドラゴンズとの互換性を強く意識したものになっている。
ゲームの舞台になるのは、魔法や超能力、そして怪物が現実に存在している現代の地球。プレイヤーキャラクターは魔法や超能力の使い手、または戦闘や潜入などのプロフェッショナルとなり、この世界に起こる様々なオカルト事件を解決することになる。
なお、「モダン」（現代）というタイトルではあるが、未来世界を扱った『d20 Future』や地球の過去世界を扱った『d20 Past』なども『d20モダン・ロールプレイング・ゲーム』のシリーズの1つとして扱われている。

## システム
ゲームシステムは、基本的にはダンジョンズ&ドラゴンズと同じである。正し、いくつかこのゲームならではの特徴的なものがある。

### 魔法と超能力
魔法と超能力が実在する世界なため、これらはダンジョンズ&ドラゴンズと同じルールが用いられて導入されている。ダンジョンズ&ドラゴンズでは超能力については追加ルールであったが、『d20モダン』では基本ルールとして扱われる。必要なルールは全て『d20モダン』の基本ルールブックに書いてあるのでダンジョンズ&ドラゴンズのルールブックやサプリメントは必須ではない。ただし、これらがあった方が遊び方がより広がるようなデザインがされている。

### アクションポイント
一種のヒーローポイント。1ポイント使うことで行為判定の達成値を1d6（「六面体サイコロ一個」の意味）だけ増やすことができる。この達成値上昇に振られる六面体サイコロの数はキャラクターのレベルが上昇するとともに増えていく。また、キャラクタークラスごとに設定されている特殊能力などの発動にアクションポイントの消費が必要なこともある。

### 財力
『d20モダン』ではアイテムの購入は行為判定によって行われる、キャラクターは職業や特技等により決定された財力という能力値を持っており、アイテムを購入するときは、財力に20面体サイコロの1つの出目を足し合わせた財力判定をしなくてはならない。その結果がアイテムごとに設定された購入難易度を上回ればそのアイテムを購入できるというルールになっている。

### 銃器戦闘
現代物ということで、様々な火器運用のルールが整備されている。ショットガンによる広範囲攻撃やフルオートマシンガンなどによる制圧射撃も再現可能。
火器に関するルールはコール・オブ・クトゥルフd20を継承したものだが、リファインされて使い好くなっている。

### ヴィークル
現代物ということで、様々な乗り物のデータが用意されていて、それを運用するためのルールが整備されている。チェイス、体当たり、衝突、ヴィークルに乗った状態での銃撃戦、乗員やタイヤを狙うルールなど様々なシチュエーションの再現が可能。

## 世界設定
舞台となる世界は現代の地球だが、3種類のキャンペーンセッティングのどれを選ぶかによって社会の在り方やプレイヤーキャラクターの立場が変化する。
シャドウ・チェイサー
魔法や怪物の存在が一般には知られていない現代社会を舞台にしたキャンペーンセッティング。プレイヤーキャラクターの目的は世界の影から這い出てきた化け物どもを人々にバレないように狩ることとなる。ハリウッド映画の『ブレイド』や『コンスタンチン』のような怪物ハンターもののノリ。いわゆるライトノベル的な現代伝奇アクションとの相性も良い。オカルト的な事実が秘匿されていることもあいまって、プレイヤーキャラクター側は魔法や超能力が若干つかいにくいセッティングであり、現代の武器を使って怪物と戦うのが基本となる。
サイオニック捜査官
超能力をメインにすえたキャンペーンセッティング。このセッティングではプレイヤーキャラクターは特殊能力を持った政府組織のエージェントとなり、様々な怪事件の解決を担当することになる。『X-MEN』『ファンタスティック・フォー』などのアメリカンコミックのヒーローもののノリの再現である。
アーバン・アルカナ
魔法や怪物の存在が一般に知られている現代社会を舞台にしたキャンペーンセッティング。近代科学と魔法が融合して独自の社会を構築した奇妙な「もう1つの地球」を舞台にする。いわば『シャドウラン』の現代版である。プレイヤーキャラクターはあたりまえのように魔法や超能力を使用できる環境にいるため、ダンジョンズ&ドラゴンズのキャラクターをそのまま持ち込んでも活躍しやすい。

## クラス一覧

### 基本クラス
- ストロング・ヒーロー - 【筋力】を最大限に活用するヒーロー
- ファスト・ヒーロー - 【敏捷力】を最大限に活用するヒーロー
- タフ・ヒーロー - 【耐久力】を最大限に活用するヒーロー
- スマート・ヒーロー - 【知力】を最大限に活用するヒーロー
- デディケート・ヒーロー - 【判断力】を最大限に活用するヒーロー
- カリスマ・ヒーロー - 【魅力】を最大限に活用するヒーロー

### 拡張クラス (日本語版のもののみ)
（基本ルールブック）
- ソルジャー - 訓練を受けた戦士。銃、ナイフ、その他の武器の扱いに長けている。
- マーシャル・アーティスト - 格闘技に熟達した格闘家。
- ガンスリンガー - 拳銃の扱いに長けた銃使い。
- インフィルトレイター - 潜入者。隠密行動、侵入、盗みの達人。
- デアデヴィル - 命知らずのスタントマン。役者なのだが、彼のスタントアクションは本物を凌駕する。
- ボディガード - だれかの身の安全を守り身辺警護を行う者たち。探偵業についていること。
- フィールド・サイエンティスト - フィールドワークを主とする科学者。
- テキー - 科学技術とハイテク機器の達人。
- フィールド・メディック - 野戦医師。現場主義の医者でけが人や病人がいればどんな危険な場所にも訪問する。
- インヴェスティゲーター - 捜査官。レポーター、ジャーナリスト、私立探偵、警察官など、「捜査する職業」全般を包括するクラス。
- パーソナリティ - 社会的有名人を表すクラス。芸能人や政治家など。
- ネゴシエーター - 交渉人。様々な相手と命がけの交渉を行う。

（以下『サイバースケープ』）
- シャドウ・スレイヤー - 退魔師。世界の影に潜む邪悪な怪物を狩ることを専門にしたプロフェッショナル。
- オカルティスト - 神秘家。世界の影の秘密を探ることを生業とする。
- メイジ - 古代の秘儀を現代に受け継ぐ魔法使い。
- アコライト - 祈りをもって奇跡を起こす信心深き者たち。
- テレパス - 超能力者。精神感応力に長けていて念動力やテレパシーの使い手。
- バトル・マインド - 超能力者。戦闘系の超能力に長けていて念動力や炎術（パイロキネティクス）の使い手。

## 作品一覧
（日本語化されているもののみ）
- d20モダン基本ルールブック　ISBN 978-4-89425-449-7
- d20サイバースケープ　ISBN 978-4-89425-584-5